# Meister des Flötzer Retabels
Als Meister des Flötzer Retabels wird ein Maler in Magdeburg des Mittelalters bezeichnet. Der namentlich nicht bekannte Künstler ist nach den sogenannten Flötzer Tafeln benannt, drei Bildern, die Geburt und Kreuzigung Christi darstellen. Sie gehörten wahrscheinlich zu zwei unterschiedlichen Retabeln, die sich in der Klosterkirche der Franziskaner in Barby an der Elbe befanden und zwischen 1370 und 1400 in der Zeit der Regierung des Grafen Günther IV. von Barby entstanden. Dieser hatte nach einem Brand um 1370 die Wiederherstellung der Kirche veranlasst und mitfinanziert. 
Die Flötzer Tafeln sind heute im Depot der Gemäldegalerie in Berlin zu finden. Sie waren im 19. Jahrhundert zu einem neuen Altar zusammengefügt worden und in die Kirche des Dorfes Flötz bei Berlin gelangt. 
Die Tafeln sind ein Beispiel dafür, wie sich in der Magdeburger Region ein typisch böhmischer Stil mit westlichen Stileinflüssen mischte. Als Mitteldeutsche Kunstproduktion zeigen sie die Ausstrahlung der Prager Hofkunst im späten 14. Jahrhundert und die Bedeutung der Stadt Magdeburg  zur Zeit Karls IV. Lange Zeit in Fachkreisen nur als Werk eines unbekannten „böhmischen Meisters“ aufgeführt wird heute vermutet, dass sie wohl doch in einer eigenständigen magdeburgischen Werkstatt geschaffen wurde, die von dem Meister des Flötzer Retabels geführt wurde. 